# Ganchang, Hainan
Gancheng är en köpinghuvudort i Kina. Den ligger i provinsen Hainan, i den södra delen av landet, omkring 220 kilometer sydväst om provinshuvudstaden Haikou. Antalet invånare är 45 365. Befolkningen består av 21 622 kvinnor och 23 743 män. Barn under 15 år utgör 26,0 %, vuxna 15-64 år 67 %, och äldre över 65 år 6,0 %.
Runt Gancheng är det ganska tätbefolkat, med 172 invånare per kvadratkilometer. Gancheng är det största samhället i trakten. 
Genomsnittlig årsnederbörd är 1 491 millimeter. Den regnigaste månaden är augusti, med i genomsnitt 262 mm nederbörd, och den torraste är januari, med 11 mm nederbörd.